# Pyronema domesticum
Pyronema domesticum är en svampart som först beskrevs av James Sowerby, och fick sitt nu gällande namn av Pier Andrea Saccardo 1889. Pyronema domesticum ingår i släktet Pyronema och familjen Pyronemataceae.  Arten är reproducerande i Sverige. Inga underarter finns listade i Catalogue of Life.